# Watermark
Watermark — другий студійний альбом ірландської співачки Enya, виданий у 19 вересня 1988 року. У 1989 році була видана розширена версія «Watermark», у яку була додана доріжка «Storms in Africa Part II», що була видана раніше на CD-синглі. Уся музика з цього альбому написана Enya та Nicky Ryan.

## Список доріжок
1. «Watermark» — 2:24
2. «Cursum Perficio» — 4:06
3. «On Your Shore» — 3:59
4. «Storms in Africa» — 4:03
5. «Exile» — 4:20
6. «Miss Clare Remembers» — 1:59
7. «Orinoco Flow» — 4:25
8. «Evening Falls…» — 3:46
9. «River» — 3:10
10. «The Longships» — 3:36
11. «Na Laetha Gael M'Óige» — 3:54
12. «Storms in Africa, Pt. 2» — 3:01[1]

1. ↑  доріжка не включена в оригінальне видання

## Сингли
- «Evening Falls», виданий у 1989 році, також включав доріжки «Oíche Chiún» и «Morning Glory».
- «Storms In Africa (Part II)», виданий у 1989 році, також включав доріжки «Aldebaran», «The Celts», и «Storms In Africa».

## Учасники запису
- Enya — клавішні, вокал;
- Neil Buckley — кларнет;
- Chris Hughes — ударні, барабани;
- Davy Spillane — свисток, уільські труби.

## Продакшн
- Продюсери: Enya, Nicky Ryan
- Со-продюсери: Enya, Ross Cullum
- Виконавчий продюсер: Rob Dickins
- Інженер: Ross Cullum
- Зведення: Jim Barton, Ross Cullum
- Аранжування: Enya, Nicky Ryan
- Фотографія обложки: David Hiscook
- Додаткові фотографії: Russel Yamy
- Дизайн: Lawrence Dunmore